# Беляев, Анатолий Григорьевич
Анато́лий Григо́рьевич Беля́ев (3 (15) января 1871 — 25 сентября 1934, Варшава) — луцкий уездный предводитель дворянства, член Государственного совета по выборам.

## Биография
Православный. Из потомственных дворян. Землевладелец Волынской губернии (1680 десятин). Сын члена Государственной думы Григория Николаевича Беляева.
По окончании юридического факультета Киевского университета в 1894 году, поступил на службу кандидатом на судебные должности при Санкт-Петербургской судебной палате. Позднее перемещён на ту же должность при Варшавской судебной палате.
Занимал должности секретаря Радомского окружного суда (1895—1896), секретаря прокурора Варшавской судебной палаты (1896—1899), товарища прокурора Люблинского (1899—1901), Новгородского (1901—1902) и Санкт-Петербургского (1902—1904) окружных судов. В 1904 году был назначен прокурором Томского окружного суда.
В 1905 году вышел в отставку и посвятил себя общественной деятельности. Состоял почётным мировым судьей Луцкого округа (с 1907), Луцким уездным предводителем дворянства (1910—1917) и председателем Луцкой уездной земской управы (1910—1915). Дослужился до чина статского советника (1914). Из наград имел ордена св. Анны 2-й степени (1905) и св. Владимира 4-й степени (1911).
5 февраля 1915 года был избран членом Государственного совета от Волынского губернского земства на место умершего графа М. Е. Нирода, в следующем году переизбран. Входил в группу правого центра. С 1916 года состоял членом Сельскохозяйственного совещания. В августе 1915 имение Беляева было занято германскими войсками, в связи с чем ему было выдано единовременное пособие в 3500 рублей.
В эмиграции в Польше. Умер в 1934 году, о чем сообщала парижская газета «Возрождение»:

В Варшаве после непродолжительной болезни скончался в возрасте 63 лет один из крупнейших русских землевладельцев Польши, бывший член Государственного Совета по выборам от Волынской губернии, Анатолий Григорьевич Беляев. После революции, уже в качестве польского гражданина, А. Г. Беляев принимал участие в местной русской общественной жизни, будучи в течение многих лет председателем Общества русских в Познани. Похороны А. Г. Беляева состоялись в Варшаве 28 сентября с. г.

Был женат, имел двоих детей.